# Thorpe Heimatmuseum

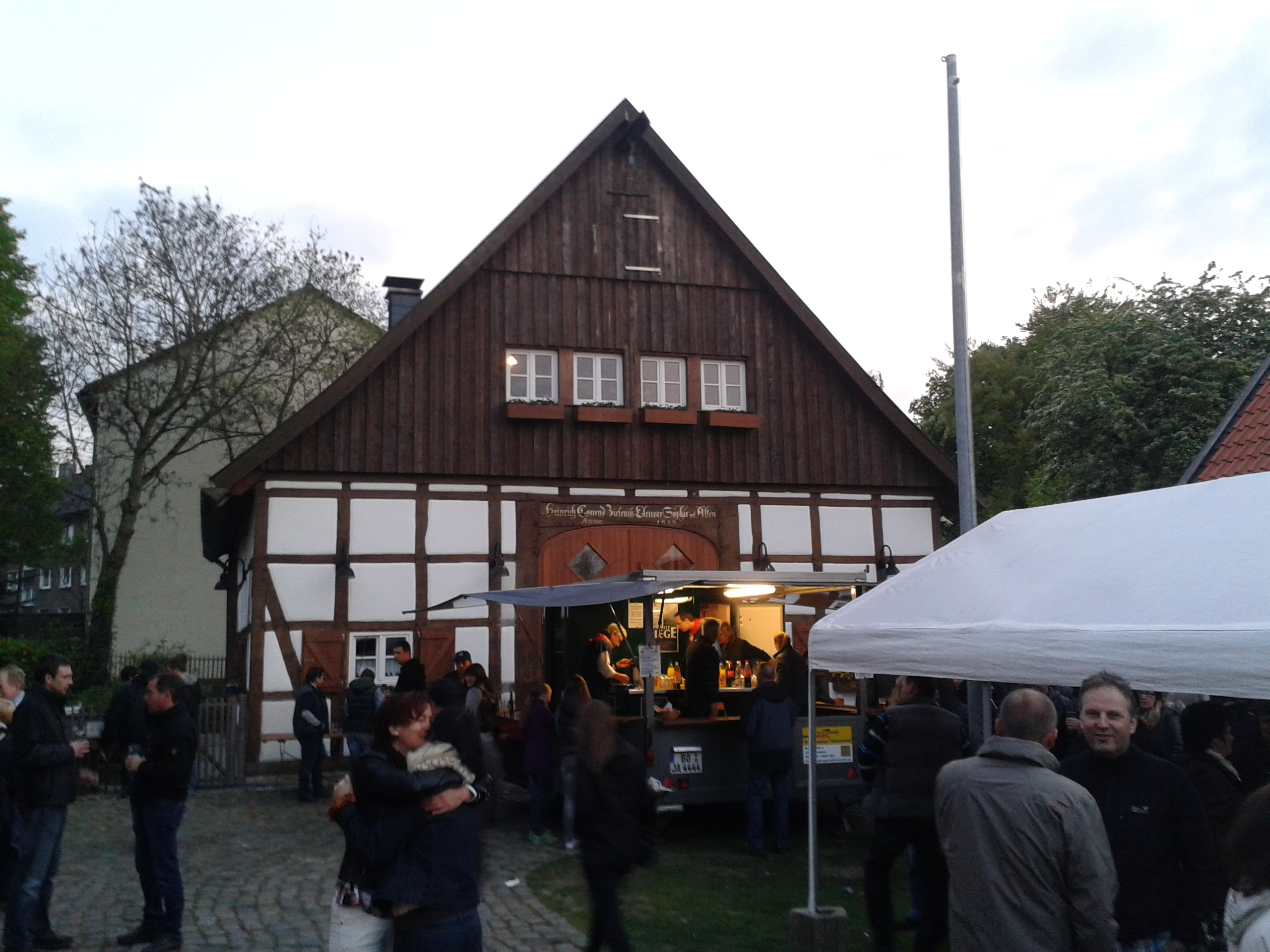
April 2014

Das Thorpe Heimatmuseum in ein Heimatmuseum an der Engelsburger Straße in Eppendorf im Stadtbezirk Wattenscheid von Bochum. Träger ist der Eppendorfer Heimatverein. Das Wort Thorpe ist abgeleitet von der alten Ortsbezeichnung Eppendorfs, Abbingthorpe (Thorpe bedeutet Dorf). Der Hof und die Museumsscheune werden auch als Veranstaltungsorte genutzt.

## Geschichte

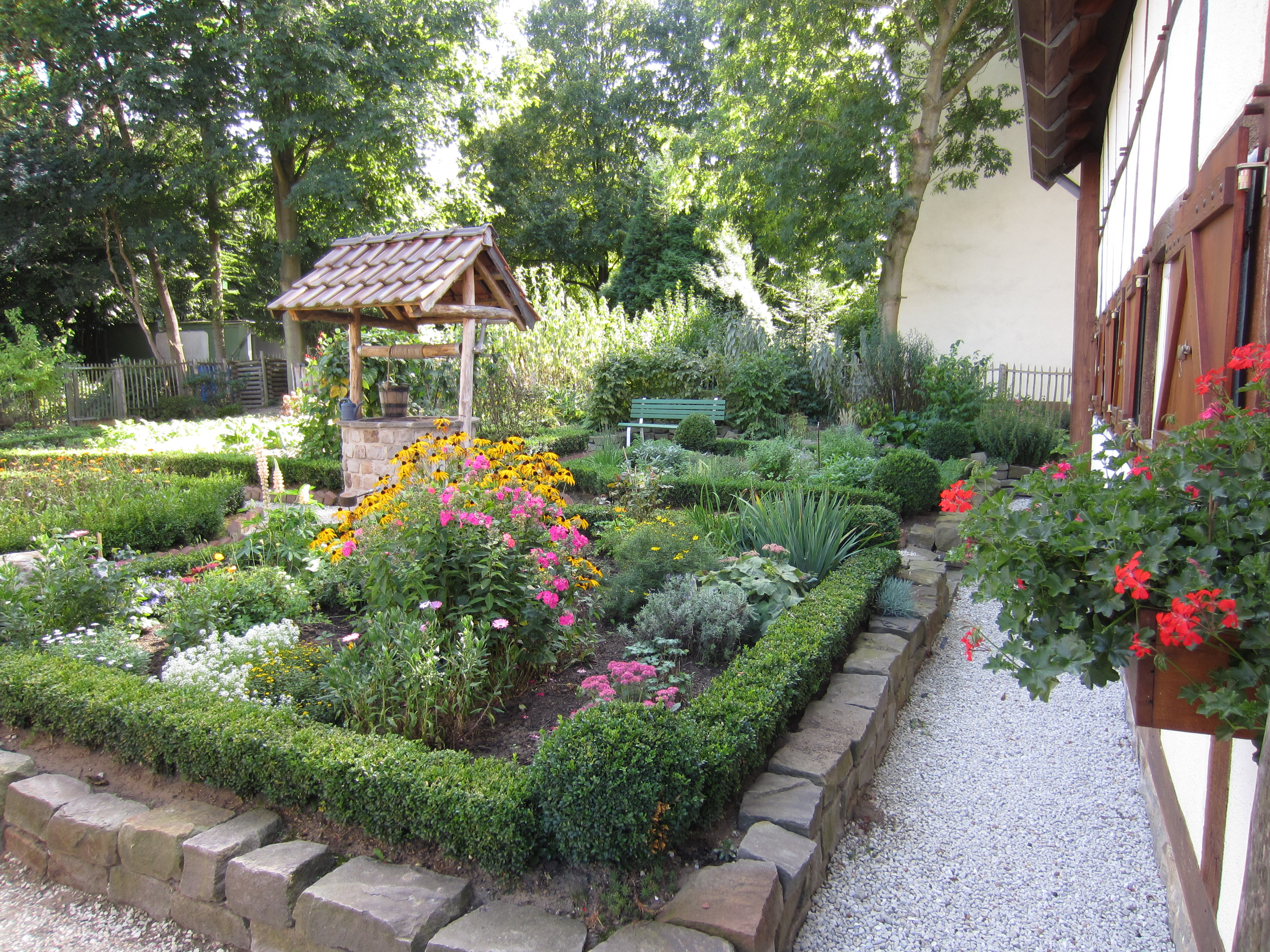
Bauerngarten, 2012

Im Jahre 1988 wurde der Eppendorfer Heimatverein gegründet. In den folgenden Jahren wurden originale Fachwerkgebäude an anderer Stelle nach Jahrhunderten abgebaut und in Eppendorf wieder errichtet. Ein Großteil der Bauleistungen wurde dabei von Mitgliedern des Eppendorfer Heimatvereins in Eigenarbeit erbracht. Am 6. Juni 1998 wurde der Grundstein für die Bauernscheune gelegt. Am 24. Oktober 1998 wurde das Richtfest gefeiert. Am 12. Juli 2002 wurde das Richtfest für den zweiten Bauabschnitt des Thorpe-Museums gefeiert.

## Exponate

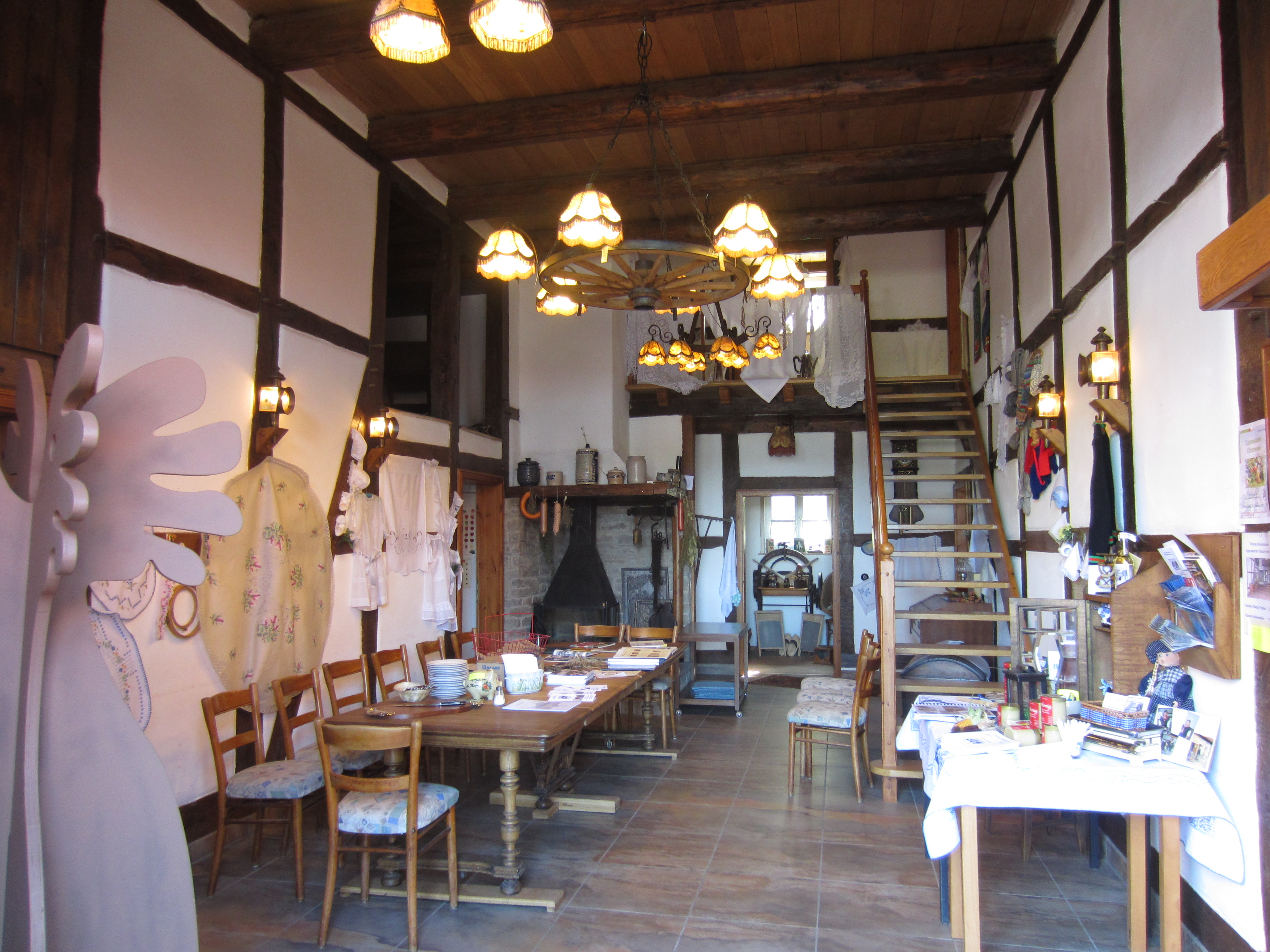
Innenansicht, 2012

Ausgestellt werden insbesondere bäuerliche Geräte. In den Gebäuden werden häusliche Einrichtungen gezeigt, darunter Schlafzimmer, Näh- und Bügelzimmer, Wirtschaftsküche, Mägdekammer, Knechtekammer und weitere. Auf dem Dachboden der Scheune befindet sich ein Nistplatz von Schleiereulen.